# Фибра (волокно)

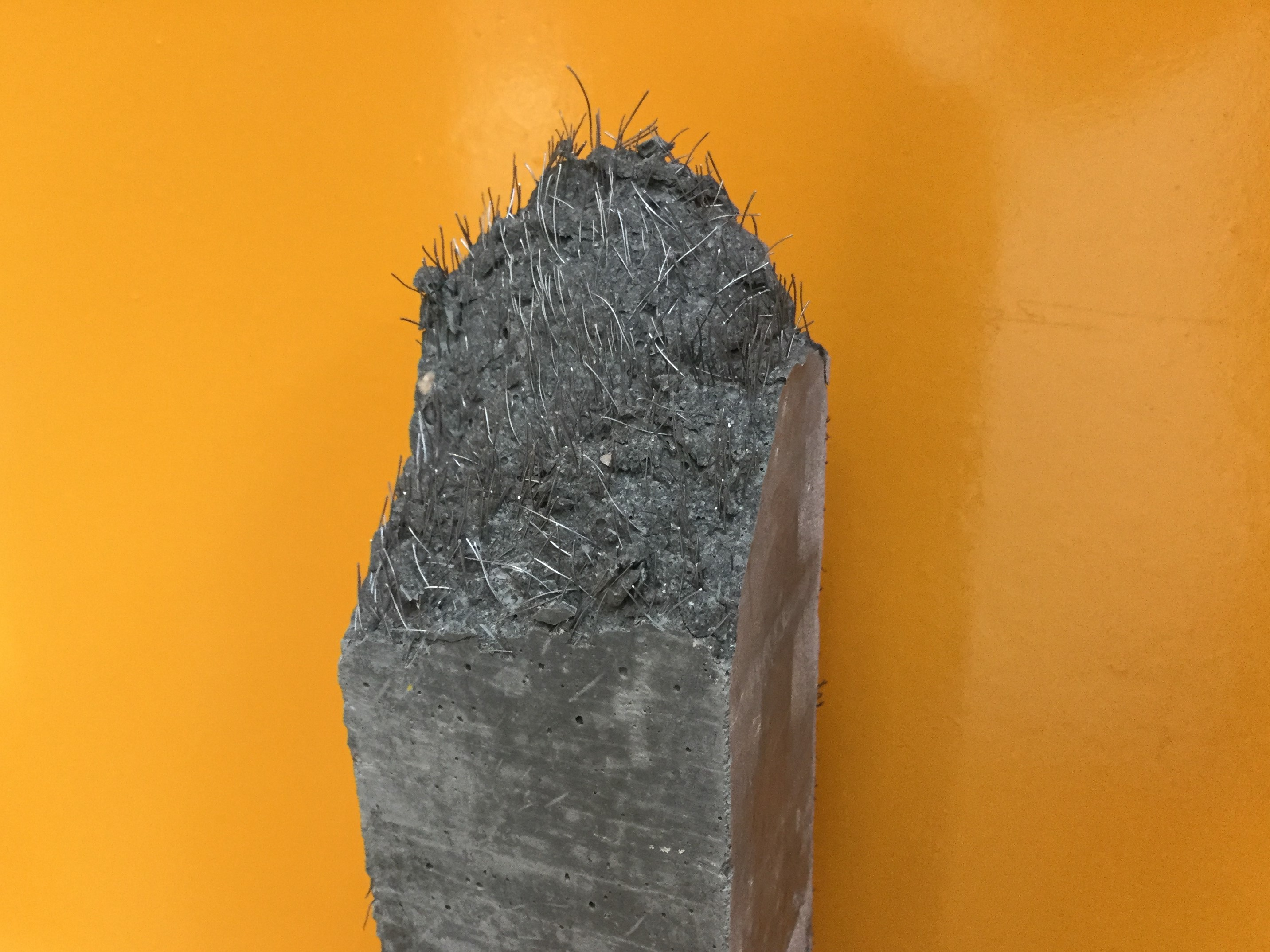
Бетонная балка со стальной фиброй после разрушения

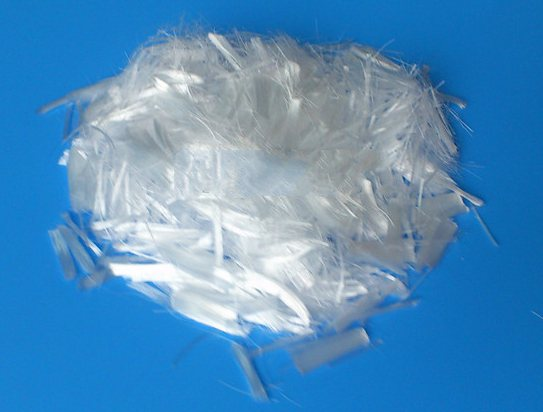
Полипропиленовая фибра

## Преимущества применения фибры
- При замене арматурной сетки на стальную фибру возможно существенно уменьшить толщину стяжки при сохранении несущей способности бетонной плиты. При этом существенно сокращается трудоёмкость строительного процесса и повышается темп выполнения работ.
- Стальная фибра, по сравнению с арматурой, является более экологичным материалом: её применение позволяет уменьшить металлоемкость конструкции и, следовательно, сократить вредное воздействие на окружающую среду (выброс углекислого газа при производстве).

## Преимущества сталефибробетонной конструкции
- Высокое сопротивление статическим и динамическим нагрузкам
- Высокая трещиностойкость
- Долговечность (износоустойчивость)
- Прочность
- Увеличение вибрационной стойкости бетона